# Nimba United FC
Der Nimba United Football Club ist ein liberianischer Fußballverein. Beheimatet ist der Verein in Sanniquellie in der Verwaltungsregion Nimba County. Aktuell spielt der Klub in der zweiten Liga des Landes, der Second Division.

## Erfolge
- Liberianischer Meister: 2015

## Stadion
Der Verein trägt seine Heimspiele im North Star Sports Stadium in Mount Barclay in der Verwaltungsregion Montserrado County aus. Das Stadion hat ein Fassungsvermögen von 1000 Personen.

## Trainerchronik
| Trainer         | Nation  | von            | bis         |
| --------------- | ------- | -------------- | ----------- |
| Korvy Kollie    | Liberia | Oktober 2013   | August 2016 |
| Emmanuel Kaykay | Liberia | September 2016 | März 2017   |